# ザ・ルーム・ネクスト・ドア
『ザ・ルーム・ネクスト・ドア』（原題・The Room Next Door/La habitación de al lado）は、2024年に製作・公開されたスペインとアメリカ合衆国の映画である。シーグリッド・ヌーネスの小説に基づきペドロ・アルモドバルが監督、ティルダ・スウィントンとジュリアン・ムーアが主演している。本作は第81回ヴェネツィア国際映画祭の金獅子賞を受賞した。

## キャスト
マーサ・ハント
演 - ティルダ・スウィントン
イングリッド・パーカー
演 - ジュリアン・ムーア
ダミアン・カニンガム
演 - ジョン・タトゥーロ
警官
演 - アレッサンドロ・ニヴォラ
ベルナルド司祭
演 - ラウール・アレバロ

## スタッフ
- 監督・脚本：ペドロ・アルモドバル
- 撮影：エドゥアルド・グラウ
- 音楽：アルベルト・イグレシアス

## 関連文献
- シーグリッド・ヌーネス『ザ・ルーム・ネクスト・ドア』桑原洋子訳、早川書房、2025年1月
- 『ユリイカ 特集＝ペドロ・アルモドバル－『ザ・ルーム・ネクスト・ドア』の新世界』2025年2月号、青土社